# Sonnenfinsternis vom 7. Februar 2008

Animation der ringförmigen Sonnenfinsternis vom 7. Februar 2008

Die ringförmige Sonnenfinsternis vom 7. Februar 2008 spielte sich über Teilen der Antarktis und im südlichen Pazifik ab und war in ihrer partiellen Phase im Südosten Australiens und in Neuseeland sichtbar. Die Finsternis des Saros-Zyklus 121 ereignete sich im aufsteigenden Mondknoten der Mondbahn und war die 60. dieser Serie von 71 Finsternissen. Sie gehörte also zu einem auslaufenden Saros, was sich dadurch zeigt, dass schon die übernächste Finsternis derselben Familie am 17. Februar 2026 die letzte ringförmige Erscheinung dieser Serie sein wird. Die verbleibenden zehn Finsternisse verlaufen partiell mit abnehmender Größe.
Durch den relativ flachen Einfallswinkel der verlängerten Kernschattenachse erreichte das Gebiet der Ringförmigkeit mit 444,6 km eine beachtliche Breite, die Ringphase selbst dauerte maximal aber nur 2 Minuten und 14 Sekunden.
Die Sonnenfinsternis verlief – von Europa unsichtbar – zwischen 02:38.22 Uhr MEZ und 07:11.45 Uhr MEZ, während die Mondschattenachse von 04:19.38 Uhr MEZ bis 05:30.32 Uhr MEZ über die Antarktis und den Südpazifik streifte. Auf einigen Südseeinseln, etwa den Samoa-Inseln und Tahiti, ging die Sonne noch vor Ende der Finsternis am Horizont unter (siehe Karte). In den übrigen Gebieten konnte der Vorübergang des Mondes vor der Sonne in voller Länge miterlebt werden.